# Misterul de la Sittaford
Misterul de la Sittaford este un roman polițist scris de către scriitoarea britanică Agatha Christie.